# سنت. جو
سنت. جو (انگلیسی: St. Joe) شرکت املاک آمریکایی است، که در سال ۱۹۳۶ تأسیس شد.